# Fargezja lśniąca
Fargezja lśniąca (Fargesia nitida (Mitf.) P.C.Keng) – gatunek bambusa z rodziny wiechlinowatych (traw). Naturalnie występuje w Chinach na terenach prowincji Syczuan i Gansu. Stanowi składnik diety pandy wielkiej. Roślina może być z powodzeniem uprawiana w warunkach klimatycznych Polski, posiada liczne odmiany uprawne.

## Morfologia
Pędy wysmukłe, początkowo pokryte szarawym nalotem, nie rozgałęziają się w pierwszym roku. Osiągane przez nie wymiary na stanowiskach naturalnych podawane są z rozbieżnościami w różnych źródłach, wysokość 2–4(6) m lub 3–4 m, przy średnicy źdźbła 10–20(25) mm lub 4–8 mm. Pochwy liściowe pozostają przez rok na pędach. Liście raczej małe, długości 4–11 cm, według innych źródeł 5–8 cm.

## Zastosowanie
Uprawiana w Europie od końca XIX wieku jako roślina ozdobna. Wybrane odmiany uprawne:
- 'Eisenach'
- 'Gansu'
- 'Great Wall'
- 'Jiuzhaigou'
- 'McClure'
- 'Nymphenburg'